# Demi-Leigh Nel-Peters
Demi-Leigh Tebow , née le 28 juin 1995 à Sedgefield (Afrique du Sud), est une reine de beauté sud-africaine élue Miss Afrique du Sud 2017 et Miss Univers 2017.

## Biographie
Demi-Leigh est née le 28 juin 1995 à Sedgefield, dans le Western Cape en Afrique du Sud. Ses parents sont Bennie Peters et Anne-Marie Steenkamp. Sa mère est décoratrice et son père est propriétaire d'une maison d'hôte, ils se sont séparés quand elle était petite et se sont tous deux remariés. Demi-Leigh est très proche de son beau-père Johan et de sa belle-mère Elzabé. Sa demi-sœur, Franje, a un handicap physique, elle est née sans cervelet et Demi-Leigh affirme qu'elle est la motivation la plus importante dans sa vie. Elle parle couramment l'anglais et l’afrikaans. Elle est titulaire d'un bachelor en commerce, gestion et entrepreneuriat de l'université du Nord-Ouest. Demi-Leigh est mannequin pour l'agence Boss Models et Vision Management.

## Parcours

### Premiers titres de beauté
Demi-Leigh a participé à de nombreux concours de beauté avant Miss Afrique du Sud.
- 5e de Miss Teen SA 2010 ;
- Miss Diaz 2012 ;
- Miss NWU Varsity Cup 2015 ;
- Miss Varsity Cup 2015 ;
- Miss Afrique du Sud 2017 ;
- Miss Univers 2017.

## Miss Afrique du Sud 2017
Elle a commencé sa carrière de Miss en participant au concours Miss Afrique du Sud. Représentant sa région, Western Cape, elle remporte l'élection le 26 mars 2017. En tant que Miss Afrique du Sud, elle devait représenter son pays aux concours internationaux de Miss Monde et Miss Univers. Mais en raison d'indisponibilité, elle a été envoyée uniquement au concours Miss Univers, se déroulant à Las Vegas (États-Unis).
Après son élection en tant que Miss Afrique du Sud, elle met en place des ateliers d'autodéfense destinés aux femmes. Cette idée est née après une agression dont elle a été victime seulement un mois après avoir été couronnée Miss Afrique du Sud. En effet, après avoir contourné Hyde Park et sorti ses clés de voiture, elle fut forcée de donner ses clés et sa voiture à des hommes cagoulés. Afin de se défendre, elle frappe un de ses assaillants à la gorge et réussit alors à s'enfuir et obtenir de l'aide.

## Miss Univers 2017
Elle représente son pays au concours de Miss Univers, se tenant à Las Vegas. Alors qu'elle se trouve parmi les 5 dernières candidates, le présentateur Steve Harvey lui pose la question « De quelle qualité êtes vous la plus fière et comment l'expliqueriez-vous ? ». 

Demi-Leigh répond de la manière suivante :
"En tant que Miss Univers, vous devez avoir confiance en qui vous êtes. Et Miss Univers est une femme qui a surmonté de nombreuses inquiétudes et qui est capable d'aider d'autres femmes à surmonter leurs inquiétudes. C'est une femme à qui rien n'est jamais trop demandé et c'est exactement qui je suis."
Lors de cette soirée, elle était considérée comme une favorite au titre. Après l'annonce des trois finalistes, Steve lui demande ce qu'elle pense être le problème le plus important concernant les femmes au travail. 

Face à cette question, elle répond :
"Dans certaines parties du monde, les femmes reçoivent seulement 75 % de ce que gagnent les hommes alors qu'elles font le même travail, travaillant aux mêmes heures. Je ne crois pas que ce soit juste. Je pense que nous devrions avoir un travail égal pour un salaire égal pour les femmes partout dans le monde."
Elle a été ensuite élue Miss Univers 2017 et a été couronnée par la Française Iris Mittenaere, Miss Univers 2016. Demi-Leigh est la deuxième Miss Univers venant d'Afrique du Sud, 39 ans après Margaret Gardiner.
Pour commencer ses voyages internationaux en tant que Miss Univers, elle part aux Philippines du 4 au 9 décembre 2017 avec Pia Wurtzbach, Iris Mittenaere et d’autres Miss, à l’occasion du Miss Universe Christmas Tour. Durant son règne, elle a voyagé en Équateur, en France, en Indonésie, en Inde, au Mexique, aux Philippines, en Afrique du Sud, dans quelques villes aux États-Unis, en Thaïlande, au Liban et en Égypte en tant que membre du jury pour leur concours de beauté nationaux.
Elle couronne son successeur, Catriona Gray Miss Univers 2018 le 16 décembre 2018 à l'IMPACT Arena de Bangkok, en Thaïlande.

## Vie privée
Le 16 juillet 2018, elle annonce sa relation avec Tim Tebow, un ancien joueur de football américain lors de son anniversaire sur son compte Instagram. Ils se sont fiancés le 9 janvier 2019 près de Jacksonville en Floride[réf. nécessaire]. Ils se sont mariés en 2020. 
Le 4 mai 2019, elle annonce via un post Instagram que sa petite sœur Franje est décédée (« ma petite princesse, ange sur terre, plus grande joie et petite sœur, Franje est décédée plus tôt aujourd’hui ») à l’âge de 13 ans à la suite de ses complications de santé.